# Chlorocichla simplex
Chlorocichla simplex là một loài chim trong họ Pycnonotidae.